# Iglesia de San Juan Bautista (Cerezo)
La iglesia de San Juan Bautista es una iglesia parroquial católica del siglo XVIII situada en la localidad cacereña de Cerezo (España). Está dedicado a San Juan Bautista.
Se trata de un templo de mampostería de pizarra con refuerzos de sillarejo con una sola nave con dos tramos. Cuenta con bóveda de aristas en la cabecera, que es ligeramente más estrecha que la nave. La cubierta de fibrocemento es a dos aguas.
El retablo del altar mayor, del siglo XVIII, es de estilo barroco, con una imagen de San Roque. En el interior destacan la pila bautismal renacentista, de granito, y tres imágenes de la Virgen con el Niño: una de la Virgen de la Guía, otra de Nuestra Señora, y la tercera de la Virgen del Teso del siglo XVIII. En el segundo tramo cuenta con capillas laterales: en el lado del evangelio una con la Virgen del Rosario, del siglo XVI, con una estela romana de granito de pedestal, y en el de la epístola una talla moderna de la Inmaculada y una capilla del Cristo con imagen del siglo XX. A los pies destaca un coro de madera.
Cuenta con un atrio con techado a tres aguas sobre dos columnas en la entrada. La torre campanario, de mampostería de pizarra, está exenta, y cuenta con troneras en los cuatro lados. La tronera del lado norte está tapiada, la sur cuenta con una campana de gran tamaño, la del lado oeste con una campana de pequeño tamaño, y la del lado este vacía. Las campanas, de tipo esquilón, provienen de la función de Montehermoso.
En 2012, el delegado diocesano de patrimonio advirtió de la necesaria intervención en el tejado del templo como consecuencia de humedades.